# 苏军纪念碑 (柏林蒂尔加滕)
苏军纪念碑（Soviet War Memorial）是德国柏林的一座战争纪念碑，纪念在1945年4月和5月的柏林战役期间阵亡的8万名苏军士兵。
苏军纪念碑位于柏林市中心巨大的大蒂尔加滕公园（Tiergarten），东西走向的六月十七日大街（Straße des 17. Juni）北侧。

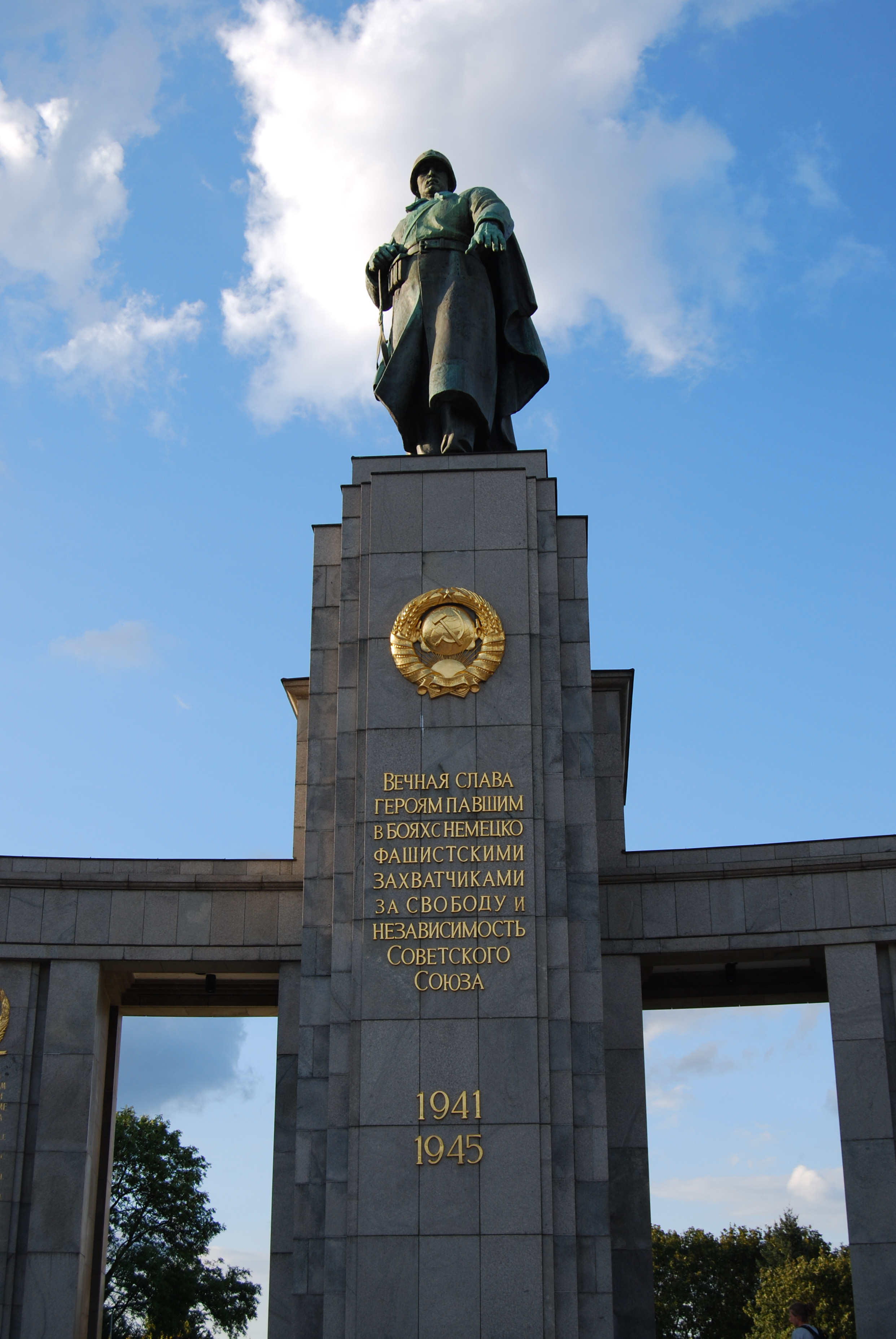
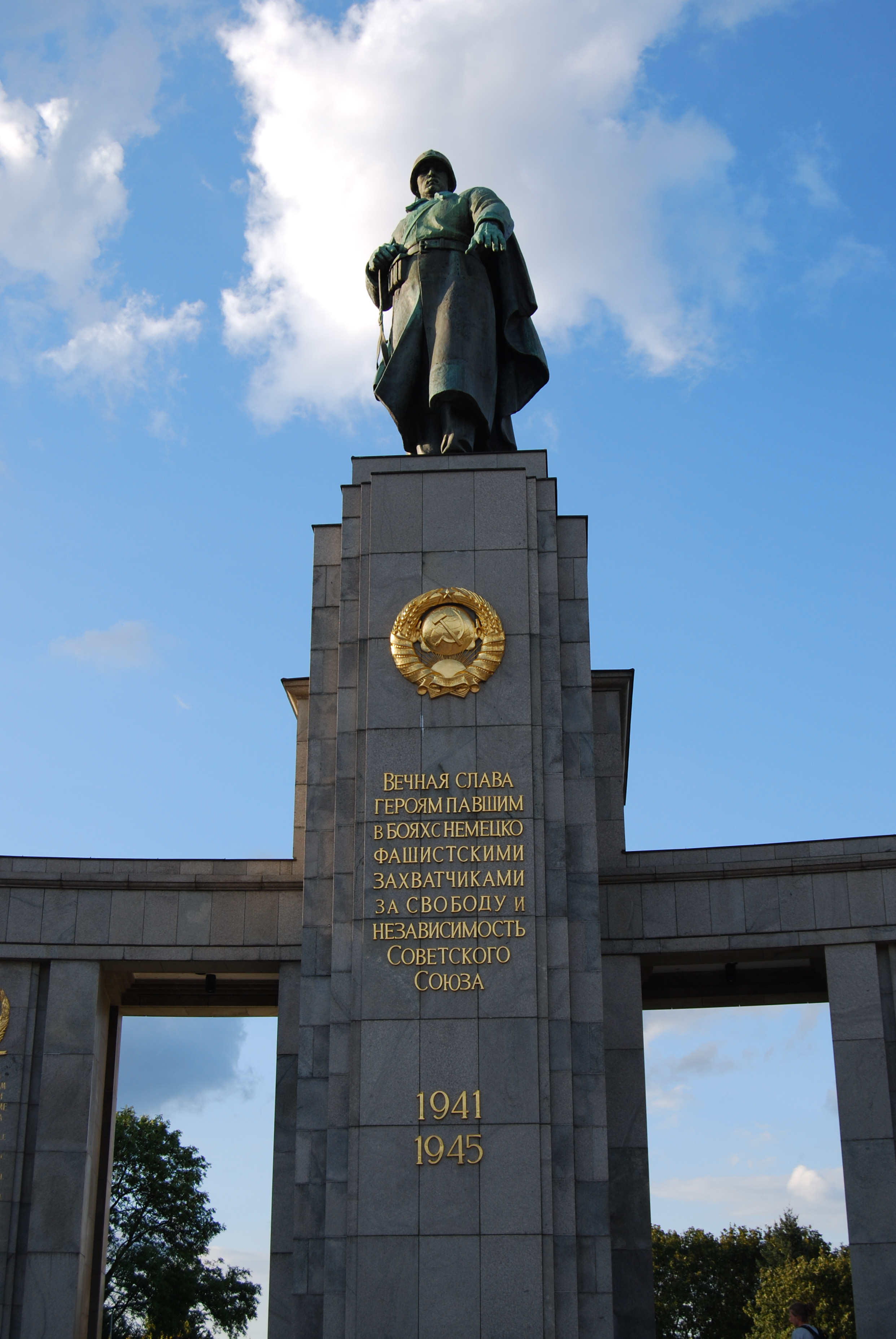
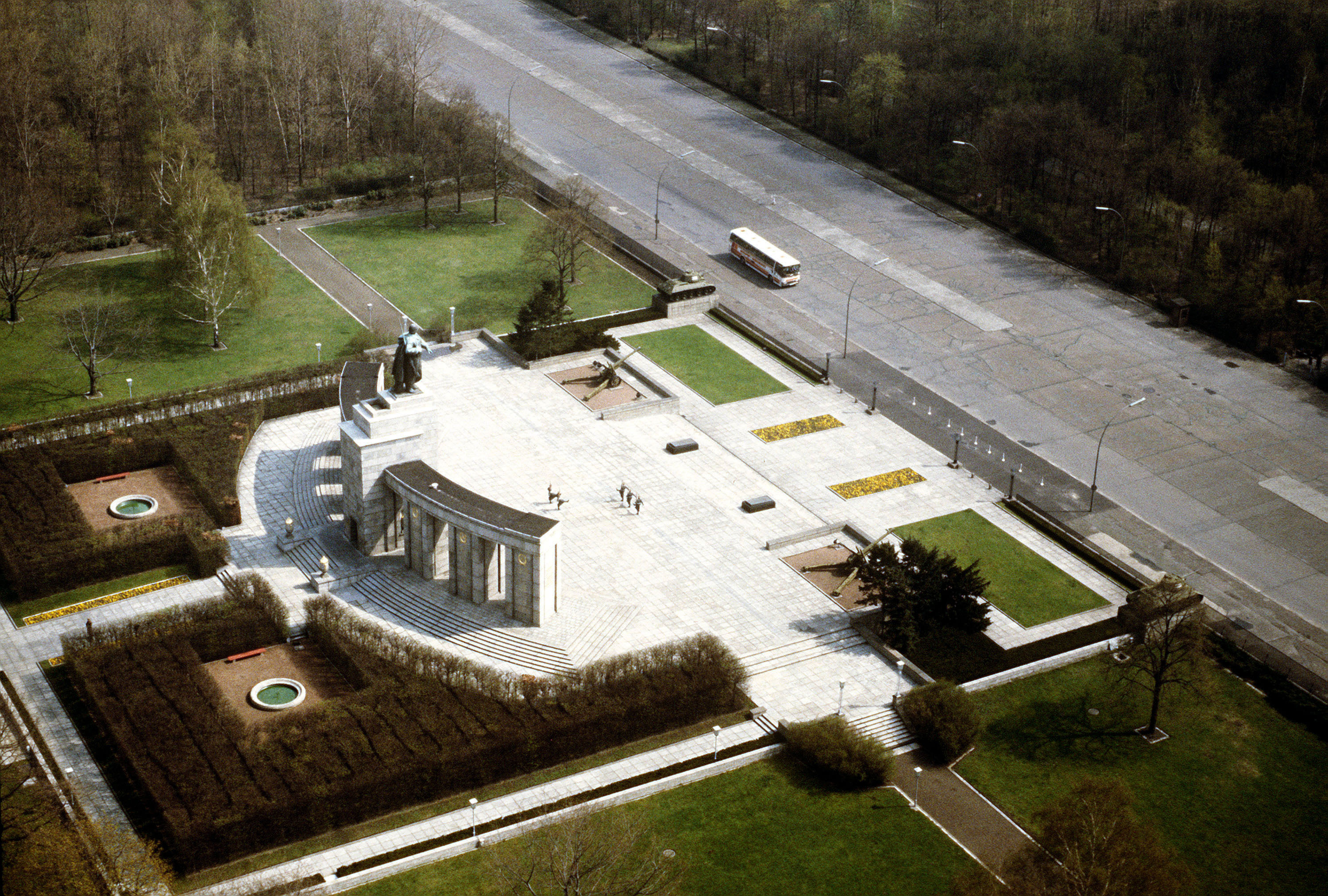
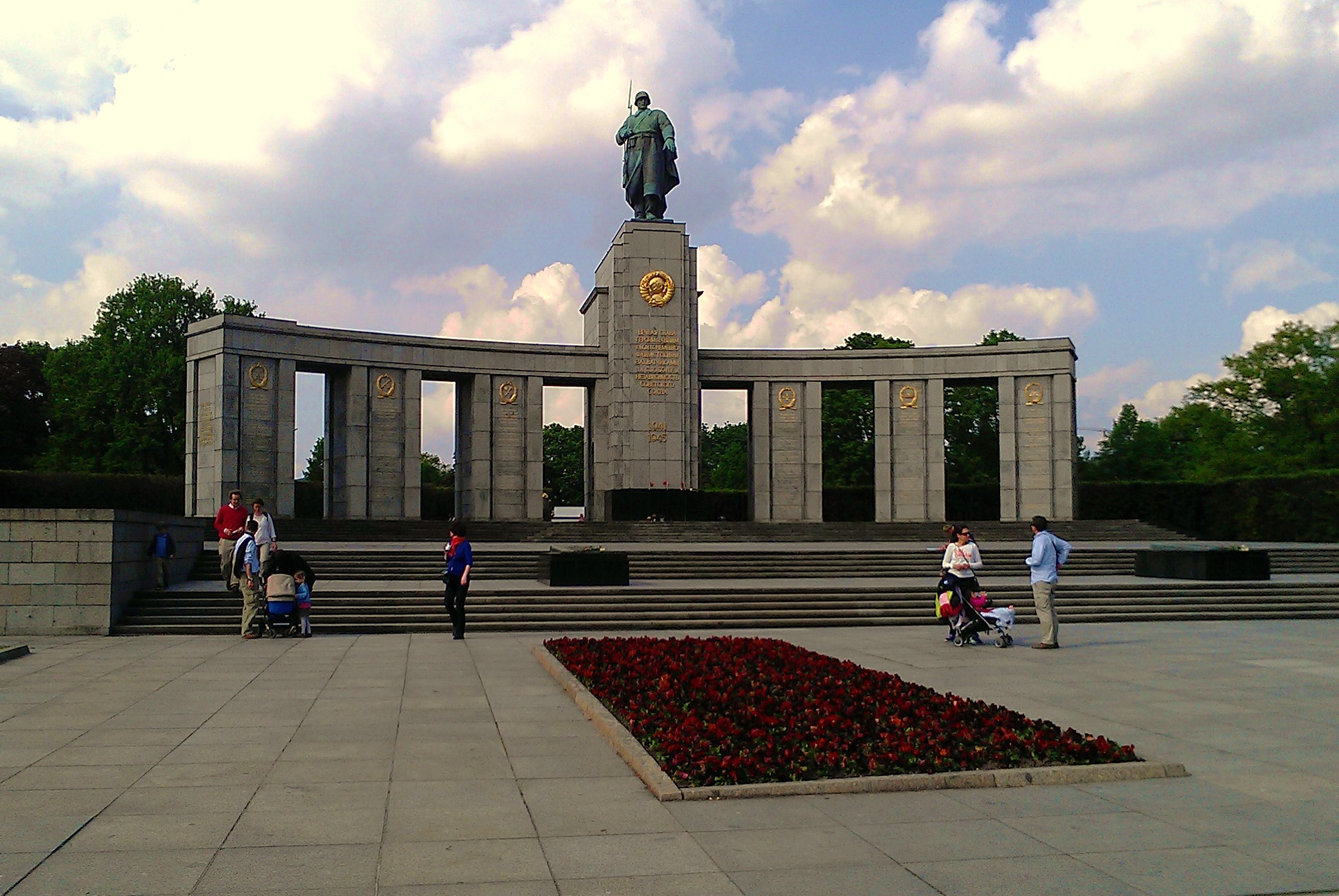